# Mohamed El Jem
Mohamed El Jem est un humoriste et acteur marocain né en 1948 à Salé. Il commence sa carrière humoristique en intégrant le « Théâtre national » où il interprète plusieurs pièces théâtrales. Au début des années 2000, il s'engage dans des sitcoms réussis notamment la Famille de Si Marbouh et Sir Hta Tji.
Mohamed El Jem a écrit et joué dans plusieurs pièces théâtrales comme : Almaraâtou Allati, Jar Oua Majrour, et Arrajoulou Alladi…

## Séries
- 2001 : Famille de Si Marbouh (saison 1)
- 2002 : Famille de Si Marbouh (saison 2)
- 2004 : Sir Hta Tji (saison 1)
- 2005 : Sir Hta Tji (saison 2)
- 2007 : Jwa Men Jem
- 2010 : Laame twile
- 2010 : Jini goude
- 2012 : Machaf mara
- 2013 : Salamat Rihana
- 2017 : Moumou 3inia
- 2019 : Daba Tazyan
- 2022 : Dar Elhna
- 2023 : Knaynati

## Théâtre
- Sa'âa Mabrouka
- hada nta
- Jar Oua Majrour
- lija wajab
- AArrajoulou Alladi
- Almaraâtou Allati

## Cinéma
- Chahadat Al Hayat 2015